# أليخاندرو كيرنز
أليخاندرو كيرنز (بالإنجليزية: Alex Cairns)‏ هو لاعب كرة قدم بريطاني، ولد في 4 يناير 1993 في دونكاستر في المملكة المتحدة. لعب مع ليدز يونايتد ونادي بارو ونادي تشيسترفيلد ونادي روذرهام يونايتد ونادي ستاليبريدج سيلتيك.

## وصلات خارجية
- أليخاندرو كيرنز على موقع قاعدة بيانات كرة القدم.إي يو (الإنجليزية)
- أليخاندرو كيرنز على موقع Soccerbase.com (لاعب) (الإنجليزية)
- أليخاندرو كيرنز على موقع Soccerway.com (الإنجليزية)